# Christian Gross
Christian Jürgen Gross (Zürich, 14 augustus 1954) is een Zwitsers voetbaltrainer en voormalig voetballer. Als speler kwam hij tot een interland voor Zwitserland: op 8 maart 1978 speelde hij mee in een oefeninterland tegen Oost-Duitsland in Karl-Marx-Stadt. Met Al-Zamalek wist Gross als trainer in 2019 de CAF Confederation Cup te winnen door in de finale RS Berkane te verslaan.

## Erelijst
Als speler
 Grasshopper
- Schweizer Ligacup: 1974/75

Als trainer
 Grasshopper
- Schweizer Ligacup: 1994/95, 1995/96
- Schweizer Cup: 1993/94

 Basel 1893
- Schweizer Ligacup: 2001/02, 2003/04, 2004/05, 2007/08
- Schweizer Cup: 2001/02, 2002/03, 2006/07, 2007/08

 Al-Ahli
- Saudi Crown Prince Cup: 2014/15
- Saudi Professional League: 2015/16
- King Cup: 2015/16

 Al-Zamalek
- Saudi-Egyptian Super Cup: 2018
- CAF Confederation Cup: 2018/19

Individueel
- Super League Trainer van het Jaar: 1994, 1996, 1997, 2001, 2002, 2003, 2004, 2005, 2008